# 대전판암초등학교
대전판암초등학교는 대한민국 대전광역시 동구 판암동에 있는 공립 초등학교이다.

## 학교 연혁
- 1967년 9월 10일 대전판암국민학교 개교(16교실 신축)
- 1971년 7월 31일 별동교사 7교실 신축
- 1981년 10월 9일 후동교사 8교실 신축
- 1996년 3월 1일 학교 명칭 변경(대전판암초등학교)
- 2000년 12월 31일 현대화 시범학교 준공
- 2004년 2월 12일 병설유치원 2학급 인가
- 2008년 4월 1일 호주 원격화상 영어 교실 개통
- 2009년 5월 1일 인조잔디 및 몬도트랙 운동장 준공식
- 2009년 7월 1일 English Only Zone 개관
- 2010년 9월 1일 Wee 클래스 설치 운영
- 2011년 10월 24일 급식실 현대화 사업
- 2012년 9월 7일 후동교사 창문교체 및 화장실 리모델링
- 2014년 2월 18일 제46회 졸업(총 11,001명)
- 2014년 3월 1일 26학급 편성(특수학급 2)
- 2014년 3월 1일 진원용 교장 취임
- 2015년 2월 13일 제47회 졸업(총 11,105명)
- 2015년 3월 1일 28학급 편성(특수학급 2)
- 2017년 2월 17일 제49회 졸업(총 11,285명)
- 2018년 3월 1일 26학급 편성(특수학급2)

## 참고 자료
- 대전판암초등학교 - 한국교육학술정보원 학교알리미